# Pentanchus
Pentanchus is een monotypisch geslacht van Pentanchidae en kent 1 soort.

## Soorten
- Pentanchus profundicolus Smith & Radcliffe, 1912 – Eenvinkathaai